# Église Saint-Pierre de Pouan-les-Vallées
Pour les articles homonymes, voir Église Saint-Pierre.
L'église Saint-Pierre est une église catholique située à Pouan-les-Vallées, en France.

## Localisation
L'église est située dans le département français de l'Aube, sur la commune de Pouan-les-Vallées.

## Historique
L'église était le siège d'une paroisse du doyenné d'Arcis puis, fin XVIIIe siècle elle relevait du l'archiprêtré de Troyes à la collation de l'évêque. Les grosses dîmes étaient pour deux tiers au chapitre saint Etienne de Troyes et pour un tiers au seigneur laïc.
Placée sous le vocable de saint Pierre, elle avait comme second patron saint Maur, est en grande partie du XIIe siècle : nef, une partie des travées et la tour est du XIIIe siècle. Elle fut remaniée au XVIe siècle.
L'édifice est classé au titre des monuments historiques en 1913.

### Mobilier
Statues : 
- Saint Claude[3] en calcaire avec une polychromie récente,
- Saint Joseph[4] en bois et polychromie,
- Anne et Marie enfant[5] en bois doré,
- Saint Dominnique[6] en bois polychrome, toutes du XVIe siècle.

Des plaques commémoratives 
- de fondation d’Éloi Champenois et de Estiennete Deguerrois[7] de 1671 en cuivre ;
- de fondation de Anne et Laurent Theveny[8] en cuivre, de 1746.

Une grille de clôture de chœur ainsi que ces quatre stalles en fer forgé et bois, peint et doré du XVIIIe siècle.